# Igrzyczno
Igrzyczno (dodatkowa nazwa w j. kaszub. Jigrzëcznô; na mapach topograficznych spotykana także forma Igrzyczna) – osada kaszubska w Polsce położona w województwie pomorskim, w powiecie wejherowskim, w gminie Linia na skraju Pojezierza Kaszubskiego i Kaszubskiego Parku Krajobrazowego. Wieś wchodzi w skład sołectwa Kobylasz. W kierunku południowym od Igrzecznej, w kompleksie Lasów Mirachowskich znajdują się rezerwaty przyrody Jezioro Lubogoszcz, Szczelina Lechicka i Żurawie Błota.
W latach 1975–1998 miejscowość administracyjnie należała do województwa gdańskiego.